# Semiothisa orthodisca
Semiothisa orthodisca là một loài bướm đêm trong họ Geometridae.